# Amanita crenulata
La Amanita crenulata, también conocida como amanita champán venenosa, es una especie de hongo muy común en el noreste de los Estados Unidos.

## Descripción
- Sombrero: De 2 a 9 cm de ancho, hemisférico al principio, luego se aplana. De color marrón pálido, a veces grisáceo o amarillento. La volva está distribuida sobre el amplio sombrero en forma de verrugas pulverulentas, algo más pálidas. El color de estas verrugas da origen al nombre «champán».
- Láminas: Estrechamente adnasas, de densas a subapretadas, de color blanco a crema. Las láminas cortas son truncadas a subtruncadas o (ocasionalmente) subatenuadas.[2]
- Estípite: Mide entre 17 y 100 mm de largo por 3.5 a 16 mm de grosor, y presenta un anillo similar a una falda que a menudo se pierde rápidamente o queda en fragmentos desgarrados en el margen del píleo. El bulbo, notable, suele tener un anillo distintivo de polvo volval color champán en su «hombro».[2]
- Olor: No distintivo.

Es un hongo ectomicorrízico, que vive en simbiosis con las raíces de un árbol.

## Bioquímica
La Amanita crenulata, cuando se ingiere, puede producir síntomas asociados con la toxicidad por ácido iboténico/muscimol.